# Episodi di Adventure Time (nona stagione)
La nona stagione di Adventure Time è stata trasmessa negli Stati Uniti, da Cartoon Network, a partire dal 21 aprile 2017. In Italia è stata trasmessa dal 13 novembre 2017, sempre su Cartoon Network.
| Nº  | Nº | Titolo originale                  | Titolo italiano                  | Prima TV       | Prima TV italiana |
| --- | -- | --------------------------------- | -------------------------------- | -------------- | ----------------- |
| 253 | 1  | Orb                               | Una strana nuvola                | 21 aprile 2017 | 13 novembre 2017  |
| 254 | 2  | Skyhooks ("Elements" Part 1)      | Ritorno a casa                   | 24 aprile 2017 | 13 novembre 2017  |
| 255 | 3  | Bespoken For ("Elements" Part 2)  | L'Incantesimo                    | 24 aprile 2017 | 14 novembre 2017  |
| 256 | 4  | Winter Light ("Elements" Part 3)  | L'Incantesimo non riuscito       | 25 aprile 2017 | 15 novembre 2017  |
| 257 | 5  | Cloudy ("Elements" Part 4)        | Nuvoloso                         | 25 aprile 2017 | 16 novembre 2017  |
| 258 | 6  | Slime Central ("Elements" Part 5) | Il Regno Gelatina                | 26 aprile 2017 | 17 novembre 2017  |
| 259 | 7  | Happy Warrior ("Elements" Part 6) | Finn di fuoco                    | 26 aprile 2017 | 18 novembre 2017  |
| 260 | 8  | Hero Heart ("Elements" Part 7)    | Finn torna in sé                 | 27 aprile 2017 | 19 novembre 2017  |
| 261 | 9  | Skyhooks II ("Elements" Part 8)   | Lo scioglimento dell'incantesimo | 27 aprile 2017 | 19 novembre 2017  |
| 262 | 10 | Abstract                          | Jake blu                         | 17 luglio 2017 | 20 novembre 2017  |
| 263 | 11 | Ketchup                           | C'era una volta                  | 18 luglio 2017 | 23 novembre 2017  |
| 264 | 12 | Fionna and Cake and Fionna        | La finta Fionna                  | 19 luglio 2017 | 21 novembre 2017  |
| 265 | 13 | Whispers                          | Il ritorno del Lich              | 20 luglio 2017 | 22 novembre 2017  |
| 266 | 14 | Three Buckets                     | La fine di Felce                 | 21 luglio 2017 | 24 novembre 2017  |

## Una strana nuvola
- Titolo originale: Orb
- Diretto da: Elizabeth Ito
- Scritto da: Adam Muto e Aleks Sennwald

### Trama
Tornando a casa dalle loro avventure oltreoceano, Finn, Jake e BMO mangiano un sacco di banane prima di fare un pisolino. Un misterioso globo nero nel cielo inizia a sottoporli a strani sogni che si trasformano rapidamente in incubi. Quando i tre si rendono conto che stanno sognando, i loro incubi si intrecciano tra di loro e incontrano un essere che Finn chiama Principessa Incubo. L'entità vuole solo le loro banane, ma BMO fa un affare in modo che ottengano qualcosa in cambio. Il gruppo si sveglia e il globo prende un po' delle loro banane, lasciando una fiala rosa di succo da incubo. BMO guarda attraverso il telescopio e scopre che Ooo è cambiata radicalmente, sebbene il robot rimane ignaro della cosa.
- Ascolti USA: telespettatori 712.000 – rating/share 18-49 anni.[3]

## Ritorno a casa
- Titolo originale: Elements Part 1: Skyhooks
- Diretto da: Cole Sanchez
- Scritto da: Sam Alden e Polly Guo

### Trama
Finn, Jake e BMO tornano a Ooo e scoprono che la loro casa e i suoi dintorni sono stati trasformati in caramelle. Incontrano anche Fern, N.E.P.T.R., Shelby, Limoncello, Melaverde, Signor Maiale e Marceline, che sono stati sottoposti ad un lavaggio dal cervello. Un Piccolo P spaventato, l'unica persona ancora normale, dirige i tre verso una misteriosa torre di caramelle. La torre è la principessa Gommarosa, la quale è diventata un'enorme caramella che cerca di renderli anche delle persone dolci. BMO è stato trasformato, mentre Finn e Jake vengono salvati dal Re Ghiaccio, che li porta nel Regno del Cielo. Mentre Finn e Jake guardano in basso, scoprono che Ooo è stata divisa in quattro sezioni divise. Ossia il regno dei dolci,quello di ghiaccio,quello di fuoco e infine quello naturale ormai trasformato in una sezione gelatinosa.
- Ascolti USA: telespettatori 826.000 – rating/share 18-49 anni.[4]

## L'Incantesimo
- Titolo originale: Elements Part 2: Bespoken For
- Diretto da: Elizabeth Ito
- Scritto da: Seo Kim e Somvilay Xayaphone

### Trama
Re Ghiaccio spiega cosa è successo a Ooo mentre Finn e Jake erano assenti. Dopo aver abbandonato la loro avventura, è stato visitato da Betty; frustrata dal fatto che il Re Ghiaccio non la ricordasse, gli chiese un appuntamento e ricreasse un ristorante proveniente dalla sua vita precedente, quando si chiamava Simon. Quando il Re Ghiaccio non riesce ancora a ricordare la sua vecchia vita, Betty lo riaccompagna a casa. Tiny Manticore consiglia a Betty di chiamarlo Re Ghiaccio invece che Simon, dato che anche lei è cambiata. Betty torna da Re Ghiaccio e i due iniziano a giocare insieme. Poco dopo, Pazienza Saint Pim rapisce Betty e inizia a usare la sua magia per potenziare Principessa Gommarosa, Principessa Fiamma e Principessa Gelatina, mentre Re Ghiaccio fugge con Gunter.
- Ascolti USA: telespettatori 826.000 – rating/share 18-49 anni.[4]

## L'Incantesimo non riuscito
- Titolo originale: Elements Part 3: Winter Light
- Diretto da: Cole Sanchez
- Scritto da: Laura Knetzger e Steve Wolfhard

### Trama
Finn, Jake e Re Ghiaccio vanno nel Mondo di Ghiaccio e sfondano la grande cupola di ghiaccio che copre il suo centro. Vedono Carroll (dall'episodio The Tower), che è stato trasformato in ghiaccio ed è soddisfatto del suo nuovo aspetto. Poi incontrano Pazienza che sembra essere delusa dalla nuova Ooo. dal momento che gli altri elementali rimangono nelle loro sezioni di Ooo poiché Pazienza li ha forzati a darle la loro potenza anziché permettere loro di farlo da soli. La banda salva Betty e se ne va, mentre Pazienza rimpiange il nuovo mondo a Oca Loca, coperto di ghiaccio. Betty dice che può aiutarli con il potere dell'Enchiridion (che possiede Finn) e ride minacciosamente.
- Ascolti USA: telespettatori 975.000 – rating/share 18-49 anni.[5]

## Nuvoloso
- Titolo originale: Elements Part 4: Cloudy
- Diretto da: Elizabeth Ito
- Scritto da: Graham Falk e Kent Osborne

### Trama
Mentre Re Ghiaccio e Betty cercano un modo per invertire l'incantesimo, Finn e Jake fanno un viaggio tra le nuvole. Quando tornano, Betty comunica loro che serviranno le tre gemme delle corone delle principesse elementali.
- Ascolti USA: telespettatori 975.000 – rating/share 18-49 anni.[5]

## Il Regno Gelatina
- Titolo originale: Elements Part 5: Slime Central
- Diretto da: Elizabeth Ito
- Scritto da: Hanna K. Nyström e Aleks Sennwald

### Trama
Finn e Jake vanno nel Regno Gelatina per recuperare il primo gioiello della corona. Qui scoprono che la principessa ha trasformato il palazzo in una pista da pattinaggio sul ghiaccio, con competizioni e musica da discoteca. Per ottenere il gioiello gli avventurieri entrano nel corpo della principessa, che è diventata gigantesca. Ma Jake viene assorbito dalla gelatina e così Finn torna sulle nuvole con il gioiello e PSB, ma senza il suo amico.
- Ascolti USA: telespettatori 917.000 – rating/share 18-49 anni.[6]

## Finn di fuoco
- Titolo originale: Elements Part 6: Happy Warrior
- Diretto da: Cole Sanchez
- Scritto da: Sam Alden e Polly Guo

### Trama
La prossima tappa di Finn, PSB e Gunter è il Regno di Fuoco. Qui tutti sono diventati guerrieri violenti che pensano solo a combattere, persino Fiamma si è trasformata in un feroce drago di fuoco. Data l'atmosfera, anche Finn si trasforma in un guerriero spietato e l'esercito di fuoco decide di smettere di combattere tra loro e di dirigere la propria ira verso Dolcelandia.
- Ascolti USA: telespettatori 917.000 – rating/share 18-49 anni.[6]

## Finn torna in sé
- Titolo originale: Elements Part 7: Hero Heart
- Diretto da: Elizabeth Ito
- Scritto da: Seo Kim e Somvilay Xayaphone

### Trama
L'esercito di fuoco arriva a Dolcelandia e inizia a combattere contro i Dolcibotti. Fortunatamente PSB, grazie a un dolciume, riesce a far tornare Finn normale. L'eroe prende i gioielli di Gommarosa e Fiamma e si affretta a darli a Betty, dato che Gommarosa sta trasformando tutti in dolci con una canzone allegra. Però Betty, dopo aver ottenuto i gioielli, tradisce Finn e se ne va su un tappeto magico con Re Ghiaccio. Perciò Finn rimane da solo e gli altri Dolcibotti iniziano a circondarlo per trasformare anche lui.
- Ascolti USA: telespettatori 898.000 – rating/share 18-49 anni.[7]

## Lo scioglimento dell'incantesimo
- Titolo originale: Elements Part 8: Skyhooks II
- Diretto da: Cole Sanchez
- Scritto da: Steve Wolfhard

### Trama
Finn sta per essere mutato in dolciume ma viene salvato da PSB, mentre Gommarosa inizia a trasformare tutta Ooo in dolce con la sua canzone. Finn scopre che PSB è l'anti-elementale, rappresentando un elemento sconosciuto su Ooo, il bitorzolo; perciò la principessa può mettere a posto la situazione se riuscisse a sprigionare il suo potere. Nel mentre, Betty ha legato Re Ghiaccio e vuole usare l'Enchiridion per creare un portale per tornare indietro nel tempo. Ma Simon riesce a liberarsi e a interrompere l'esperimento, successivamente porta il libro a Finn. L'Enchiridion dona energia a PSB, che si radica nel terreno e inizia a riportare tutta Ooo e gli elementali alla normalità. Alla fine della giornata tutta la Terra è tornata normale e PSB è l'eroe di giornata. Infine scopriamo che Betty è finita su Marte e viene giudicata da Omino Re, sovrano del pianeta rosso.
- Ascolti USA: telespettatori 898.000 – rating/share 18-49 anni.[7]

## Jake blu
- Titolo originale: Abstract
- Diretto da: Adam Muto
- Scritto da: Graham Falk e Laura Knetzger

### Trama
Dopo che PSB ha riportato tutta Ooo alla normalità, Jake è diventato più grosso, blu e con cinque occhi. Dato che la sua nuova forma mette a disagio le persone, il cane vuole tornare normale e, dopo un sogno, capisce che ha bisogno dell'aiuto di Jermaine. Perciò Jake va a trovare il fratello, che si é messo a dipingere quadri di arte astratta, cosa molto strana dato che a Jermaine piaceva dipingere paesaggi realistici. Ma i quadri astratti aiutano Jake a capire la sua natura e il suo cambiamento, perciò il cane, in sintonia con la sua anima, torna normale.
- Ascolti USA: telespettatori 774.000 – rating/share 18-49 anni.[8]

## C'era una volta
- Titolo originale: Ketchup
- Diretto da: Elizabeth Ito
- Scritto da: Seo Kim e Somvilay Xayaphone

### Trama
Marceline trova una vecchia chiavetta USB e, dato che BMO si presenta a casa sua, decide di farla scannerizzare al robottino. Mentre la chiavetta si carica, la vampira e BMO si divertono insieme, raccontandosi storie sul viaggio in barca e sulla minaccia degli elementali. Alla fine Marceline scopre sulla chiavetta delle foto di lei insieme a sua madre e BMO, per tirarla su, le racconta un'altra storia basandosi sulle fotografie.
- Ascolti USA: telespettatori 667.000 – rating/share 18-49 anni.[9]

## La finta Fionna
- Titolo originale: Fionna and Cake and Fionna
- Diretto da: Elizabeth Ito
- Scritto da: Hanna K. Nyström e Aleks Sennwald

### Trama
Mentre Re Ghiaccio legge le sue storie su Fionna e Cake in biblioteca, un'anziana signora si presenta e sostiene di essere la vera eroina. Come prova porta una cassetta, che mostra un'avventura di Fionna e Cake. Re Ghiaccio, emozionato, la invita subito a casa sua, ma qui scopre che la signora non è altro che un impostore che finge di essere Fionna. La cassetta mostra le vere Fionna e Cake perché "Fionna e Cake" era uno show televisivo del passato (prima della Guerra dei Funghi), perciò Re Ghiaccio non ha fatto altro che rivisitare una vecchia creazione, credendo di aver inventato lui stesso Fionna e Cake.
- Ascolti USA: telespettatori 692.000 – rating/share 18-49 anni.[10]

## Il ritorno del Lich
- Titolo originale: Whispers
- Diretto da: Cole Sanchez
- Scritto da: Sam Alden e Polly Guo

### Trama
Mentre sono nella foresta a pescare, Finn e Felce incontrano lo spaventato Piccolo P, che scappa da un "mostro che sussurra". I due decidono di dormire con lui quella sera, dato che è troppo tardi per accompagnarlo a casa, e durante la notte vengono attaccati dal Lich, sotto forma della mano del Lich-Jake della dimensione alternativa creata dal desiderio di Finn (finita a Ooo nell'episodio "Finn Ghiaccio"). Il Lich torna al suo pozzo malvagio inseguito da Finn, mentre Felce controlla Piccolo P. Nel sotterraneo, Finn sembra perdere lo scontro, ma arriva proprio Piccolo P a salvarlo, liberandosi dal controllo del Lich e trafiggendolo con una spada. Distrutta la minaccia, Finn e Felce si incamminano per portare a casa Piccolo P, ma durante il tragitto il ragazzo d'erba dimostra risentimento verso Finn (per non riuscire a essere un avventuriero come lui e per non essere riuscito neanche a badare a Piccolo P, che lo ha messo fuori gioco per andare a sconfiggere il Lich), perciò decide di eliminarlo, in modo da diventare l'unico eroe di Ooo.
- Ascolti USA: telespettatori 755.000 – rating/share 18-49 anni.[11]

## La fine di Felce
- Titolo originale: Three Buckets
- Diretto da: Cole Sanchez
- Scritto da: Tom Herpich e Steve Wolfhard

### Trama
Felce convince Finn a esplorare un dungeon insieme, per rafforzare la loro amicizia. Entrati nel sotterraneo però, il ragazzo d'erba intrappola l'avventuriero dietro a un muro, dato che ha deciso che d'ora in poi sarà lui il nuovo eroe. Perciò Felce se ne va lasciandolo a morire nel dungeon, ma Finn riesce ad uscire grazie alla trivella del suo braccio robotico e raggiunge il suo alter ego. L'avventuriero gli dà la possibilità di smettere di combattere, ma Felce è deciso ad eliminare Finn perciò quest'ultimo deve lottare e apparentemente uccide l'avversario. Infine, viene mostrato che quella sera i resti di Felce vengono raccolti e portati via da uno strano individuo rosa.
- Ascolti USA: telespettatori 846.000 – rating/share 18-49 anni.[12]